# Cláudio Velho da Mota Maia

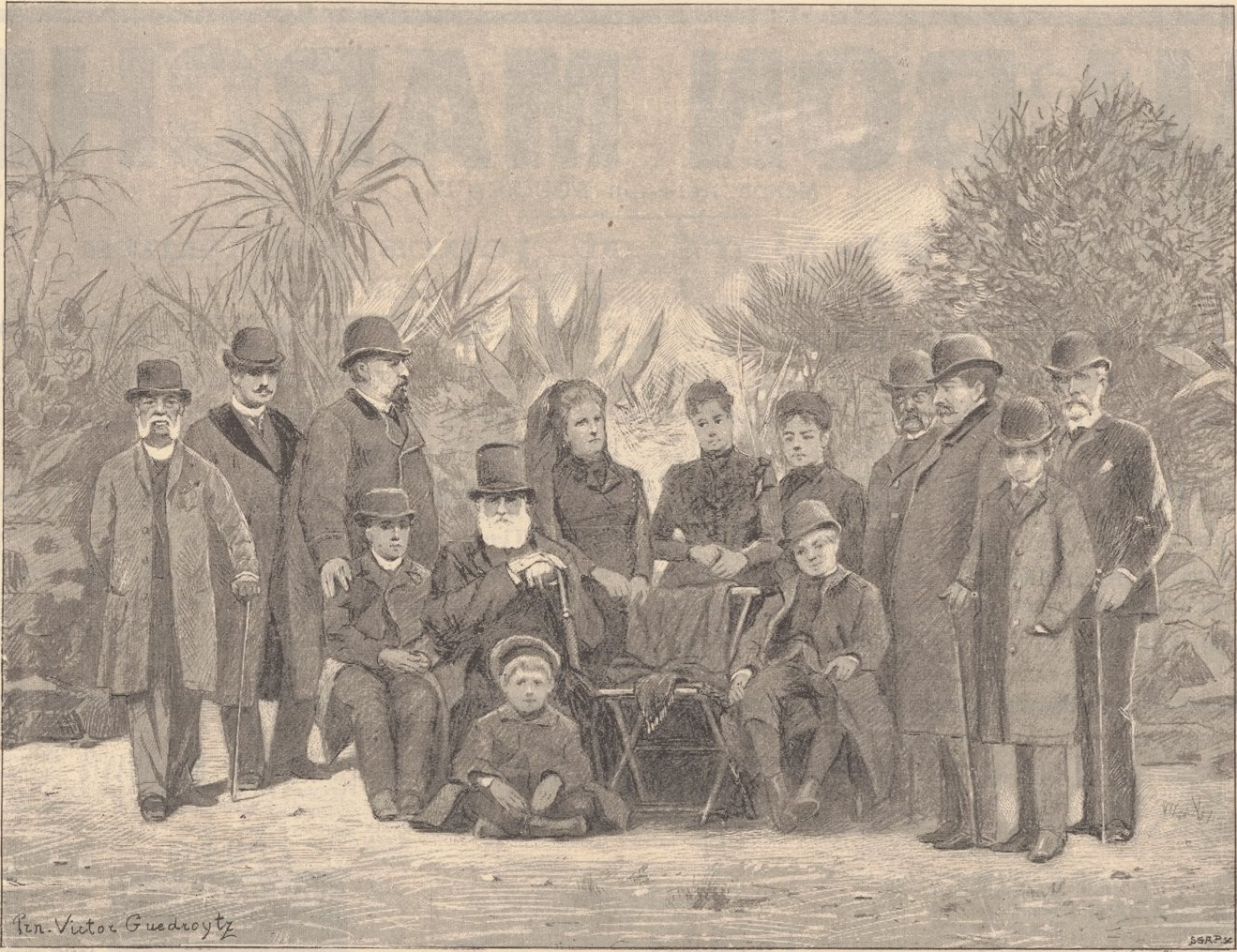
O Imperador Dom Pedro II e sua família, em Cannes. O Conde de Mota Maia é o terceiro da direita para a esquerda.

Cláudio Velho da Mota Maia, barão, visconde e conde de Mota Maia (Itaguaí, 14 de abril de 1843 — Juiz de Fora, 7 de novembro de 1897) foi um professor brasileiro e médico da Casa Imperial.

## Biografía
Filho de Manuel Domingos Maia e Maria Isabel Velho da Mota, casou-se com Maria Amália de São Tomé de Azeredo Coutinho Viana. Com quem teve;
- Maria Isabel da Motta Maia, casou-se com Fausto Augusto dos Santos, com descendência.
- Maria do Carmo Motta Maia.
- Manoel Augusto Velho da Motta Maia, casou-se com Rachel Pereira da Motta Maia, filha dos Condes de Costa Pereira. Com descendência.
- Amélia Velho da Mota Maia, casou-se com João Pedreira do Couto Ferraz Júnior, filho do Dr. João Pedreira do Couto Ferraz, secretário do Supremo Tribunal Federal, e sobrinho do Visconde do Bom Retiro. Com descendência.
- Oscar da Motta Maia, casou-se com Judite Teixeira
- Claudio Velho da Motta Maia, casou-se com Maria do Carmo Gomes de Carvalho, filha dos primeiros  Barões do Rio Negro. Com descendência.
- José Velho da Motta Maia.
- Amanda Velho da Motta Maia, casou-se em primeiras núpcias com Antônio Roxo Roiz de Belfort e em segunda núpcias com Mário Hermes Ernesto Hermes da Fonseca, filho de Hermes Rodrigues da Fonseca, 8º Presidente do Brasil. Com descendência.

Formado pela Faculdade de Medicina do Rio de Janeiro, recebeu do Governo Imperial, em 1875, uma bolsa na Faculdade de Medicina em Paris. Foi professor de Medicina Operatória na Faculdade de Medicina do Rio de Janeiro, de Anatomia Topográfica, Operações e Aparelhos; e também professor de anatomia e fisiologia na Academia Imperial de Belas Artes.
Foi um dos encarregados da reforma do ensino de medicina, em 1878, que adotou o modelo germânico em substituição ao francês, propondo o ensino prático e livre, favorecendo o ensino farmacêutico.
Em 4 de maio de 1880, foi nomeado médico da Casa Imperial. Foi amigo pessoal do imperador D. Pedro II, a quem, após a proclamação da república - em 15 de novembro de 1889 -, acompanhou no exílio, até a morte do imperador, em Paris, em 5 de dezembro de 1891.
Os documentos por ele reunidos estão hoje no Museu Imperial, em Petrópolis, sob o título de Coleção Mota Maia. É o patrono da cadeira 22 da Academia Nacional de Medicina. Foi sócio do Instituto Histórico e Geográfico Brasileiro.

## Títulos
Foi agraciado:
- barão, em 6 de fevereiro de 1886;
- visconde, em 20 de junho de 1887;
- e conde, em 8 de agosto de 1888;

### Honras
Foi comendador da Imperial Ordem de Cristo.

## Obras
- Breves apontamentos para o estudo do ensino médico em Paris, 1876
- Contribuição para o estudo dos progressos da histologia na França, 1877
- Estudo sobre o ensino médico na Áustria e Alemanha, 1877
- Memória histórica da faculdade de medicina do Rio de Janeiro, relativa ao ano letivo de 1878, 1878
- Note sur la structure et la signification morphologique des glandes estomacales de la cistule, 1876
- Ovariotomia; Febre intermintentebiliosa dos países inter-tropicais; Morte real e morte aparente; 1866
- Tratamento cirúrgico do estrangulamento intestinal interno; 1871